# 寝台車 (自動車)
寝台車（しんだいしゃ）は、車内に寝台を備え、乗客等を寝かせたまま移動させられる自動車である。寝台自動車（しんだいじどうしゃ）とも呼ばれる。

## 医療・介護用
広い意味では消防署や病院が保有する救急車も含むが、一般的には病人輸送用に製造または改造された自動車のことを示す。一般のタクシー業者の運行によるものが多く、リフト付きタクシーなどと同様の、差別化したサービスとして配車される。一般的には、「患者搬送車」と呼ばれている。後述のように、日本においては医療・介護用以外では寝台自動車が認められていないためニーズが低く、大量生産に向かないことから、寝台自動車は通常仕様のミニバンやステーションワゴン等を改造して製作されるのが一般的である。受注生産の福祉車両仕様として自動車メーカーの販売車種にラインナップされている寝台自動車もある。
戦時中の日本軍では、患者自動車が運用された。

## 旅客用
日本の交通法規では、鉄道の寝台車のように移動中に使用するベッドを車内に置くことは、医療用以外には認められておらず、レジャー用途などの寝台自動車は存在しない（キャンピングカーなどのベッドは運転中は使用できない）。
過去には1960年に札幌市交通局で一般客向けの寝台付き観光バスが試作された例があるが、横転事故を起こしたことがきっかけとなり規制され、本格導入には至っていない。（詳細は札幌市営バス#寝台バスを参照のこと）
中華人民共和国では、長距離移動するバス（乗合自動車）路線に、寝台設備を設置したバスが運行されている。
他、ベトナム、インド、アメリカ合衆国などでも運行されている。